# Лушница (Равно)
Лушница је насељено место у општини Равно која административно припада Херцеговачко-неретванском кантону, Федерација БиХ, Босна и Херцеговина. Лушница је подељенa међуентитетском линијом између града Требиња и општине Равно. Према попису становништва из 2013. у насељу није било становника.

## Становништво
У насељу је према попису становништва из 1991. године живело 10 становника, а насеље је било у потпуности настањено Србима. Према попису из 2013. године насеље је без становника.
| Националност | 2013. | 1991.     | 1981.     | 1971.      |
| Срби         | —     | 10 (100%) | 19 (100%) | 35 (94,6%) |
| остали       | —     | —         | —         | 2 (5,4%)   |
| Укупно       | 0     | 10        | 19        | 37         |